# Fraccionamiento Santa Cruz
Fraccionamiento Santa Cruz är en ort i Mexiko.   Den ligger i kommunen Soconusco och delstaten Veracruz, i den sydöstra delen av landet, 500 km öster om huvudstaden Mexico City. Fraccionamiento Santa Cruz ligger 84 meter över havet och antalet invånare är 1 636.
Terrängen runt Fraccionamiento Santa Cruz är platt. Runt Fraccionamiento Santa Cruz är det ganska tätbefolkat, med 54 invånare per kvadratkilometer. Närmaste större samhälle är Acayucan, 3,2 km sydväst om Fraccionamiento Santa Cruz. Omgivningarna runt Fraccionamiento Santa Cruz är en mosaik av jordbruksmark och naturlig växtlighet.